# Tachina flavicalyptrata
Tachina flavicalyptrata är en tvåvingeart som beskrevs av Macquart 1854. Tachina flavicalyptrata ingår i släktet Tachina och familjen parasitflugor.
Artens utbredningsområde är Schweiz. Inga underarter finns listade i Catalogue of Life.